# Kinder an die Macht (Film)
Kinder an die Macht (engl. School’s Out! The Musical) ist eine US-amerikanische Filmkomödie aus dem Jahr 2005 und der dritte Fernsehfilm der Reihe Cosmo und Wanda – Wenn Elfen helfen. Der Film besteht aus zwei einzelnen Folgen der fünften Staffel. Da in dieser Folge der Serie die meisten musikalischen Szenen zu finden sind, hat der englische Titel den Untertitel The Musical (Das Musical).

## Handlung
Die Sommerferien stehen an und sowohl die Kinder auf der Erde als auch die Elfen in der Elfenwelt können es kaum erwarten, bis der letzte Schultag zu Ende geht. Auch die Kobolde H.P., der Koboldchef und sein Assistent Sanderson, freuen sich darauf, um ihren entwickelten „37-Jahres-Plan“ in die Tat umsetzen zu können. Vor 37 Jahren haben sie ein Adoptivkind wie einen Kobold aufgezogen, um mit ihm nun die Elfenwelt beherrschen zu können. Dieses ehemalige Adoptivkind heißt Flappy Bob und überzeugt alle Eltern in Dimmsdale dazu, ihre Kinder auf das Lern-a-torium für die Dauer der Sommerferien zu schicken, damit sie selbst angenehme Ferien erleben können. Das Lern-a-torium entpuppt sich allerdings als Rekrutierungszentrum der Kobolde. Im Hochgefühl der Unzufriedenheit wünscht sich Timmy von seinen Elfen, dass die Kinder die Welt regieren. Dadurch steigt die Zufriedenheit der Kinder dermaßen an, dass der Chef der Elfenwelt, Jean-Claude van Ramme, alle Elfen von der Erde abzieht und sie einkerkert. Dadurch haben die Kobolde nun freie Bahn, aus der bunten und spaßigen Elfenwelt die graue, langweilige Koboldwelt zu erschaffen, in der alle Elfen gleich gekleidet und ohne Zauberkraft sind.
Cosmo und Wanda, Timmys Zauberpaten, haben es geschafft, aus den Kerker zu fliehen. Jedoch schafft es nur Wanda zurück zur Erde, um schlimmeres zu verhindern. Flappy Bob hört zufällig ein Gespräch zwischen H.P. und Sanderson mit und beschließt wütend, deren Pläne zu durchkreuzen. Auf der Erde lebt er nun seine stets unterdrückte Fähigkeiten als Clown aus und will mit Spaß gegen die Unterdrückung der Kobolde ankämpfen. Er schließt sich Wanda und Timmy an, die alleine nichts ausrichten können. Flappy Bob entdeckt, dass er laut dem Vertrag bestimmen kann, wie vergnüglich es auf der Erde zugeht. Somit geben sich die Kobolde vorerst geschlagen und die zuvor herrschende Ordnung wird wiederhergestellt.

## Produktion und Veröffentlichung
Der Film wurde 2004 von Frederator Incorporated unter der Regie von Butch Hartman produziert. Die Erstausstrahlung fand am 10. Juni 2005 bei Nickelodeon in den USA statt. Es folgen Ausstrahlungen in Großbritannien, Spanien und auf den Philippinen. Im deutschen Fernsehen wurde der Film in zwei Teilen als Teil der Serie ausstrahlt.

## Musikalische Stücke
| deutscher Titel | englischer Originaltitel                                                                                                   | gesungen von                                                                      |
| --- | --- | --------------------------------------------------------------------------------- |
| Kids sind immer Kids | Kids Just Being Kids | Timmy Turner, die Dimmsdaler Kinder und deren Eltern                              |
| Flappy Bob Song | Get Flappy | Flappy Bob                                                                        |
| Erwachsene sind für Kinder schlimm | Adults Ruin Everything | Timmy Turner                                                                      |
| Der Kobold-Rap (Böse Wichte) | Da Pixie Rap | H.P. und Sanderson (Die Kobolde)                                                  |
| Kids an die Macht | Ten And In Charge | Timmy Turner, die Kobolde, Trudi, Chester, Jean-Claude van Ramme, Cosmo und Wanda |
| Kehrt heim ihr Elfen | Pull Back The Fairies | Jean-Claude van Ramme, Die Kobolde im Background                                  |
| Wo ist der Spaß? | Where Is The Fun? | Timmy, Flappy Bob und die rappenden Kobolde                                       |
| So lange ich lebe und schwebe mit dir | Floating With You | Cosmo und Wanda                                                                   |
| Freudlose Sitten | Unfundamentals | Cosmo, Flappy Bob, Timmy                                                          |
| Der Reprise Remix (Ein Reprise von „Wo ist der Spaß?“, „Kids sind immer Kids“, „Der Kobold Rap“ und „Erwachsene sind für Kinder schlimm“) | The Reprise Remix (A reprise of „Where Is the Fun?“, „Kids Just Being Kids,“ „Da Pixie Rap,“ and „Adults Ruin Everything“) | Timmy, Flappy Bob und die rappenden Kobolde                                       |
| Kids sind immer Kids (Reprise) | Kids Just Being Kids (Reprise)                                                                                             | Timmy Turner und die Dimmsdaler Kinder                                            |

## Synchronisation
| Rolle                 | Englischer Sprecher | Deutscher Sprecher |
| --------------------- | ------------------- | ------------------ |
| Cosmo                 | Daran Norris        | Norman Matt        |
| Wanda                 | Susan Blakeslee     | Ilya Welter        |
| Timmy Turner          | Tara Strong         | Hannes Maurer      |
| Mr. Turner            | Daran Norris        |                    |
| Mrs. Turner           | Susan Blakeslee     |                    |
| A. J.                 | Gary LeRoi Gray     |                    |
| Chester               | Jason Marsden       |                    |
| Vicky                 | Grey DeLisle        | Katja Liebing      |
| Jean-Claude van Ramme | Daran Norris        | Volker Wolf        |
| Denzel Crocker        | Carlos Alazraqui    | Marcus Off         |